# Raimundo Hernández Comes
Raimundo Hernández Comes fue un comandante militar de la provincia de Zamora, substituyendo en el cargo a José Íscar Moreno siendo máximo responsable de la provincia de Zamora durante el periodo de la Guerra Civil en el año 1936. Antes del golpe de Estado de 1936 toma el cargo de Gobernador de la provincia zamorana ya en la retaguardia. Raimundo fue responsable del orden en el territorio, así como de las diversas actividades de apoyo a las tropas que lucharían en los frentes.  